# Ferran Torrent
Pour les articles homonymes, voir Llorca (homonymie).
 (mai 2024).
Si vous disposez d'ouvrages ou d'articles de référence ou si vous connaissez des sites web de qualité traitant du thème abordé ici, merci de compléter l'article en donnant les références utiles à sa vérifiabilité et en les liant à la section « Notes et références ».
Œuvres principales
Societat limitada
Ferran Torrent i Llorca, né le 31 mai 1951 à Sedaví (province de Valence, Espagne), est un écrivain et scénariste espagnol de langue catalane.

## Biographie
Ferran Torrent étudie dans une école de Jésuites et il commence à étudier le droit à l’université de Valence, mais il quitte la faculté avant d’avoir terminé. À ce moment-là, il décide qu’il travaillera, à ne importe quoi : comme vendeur, représentant commercial ou d’autres métiers, tout simplement pour pouvoir survivre tout en continuant à écrire. Depuis sa jeunesse, il assume le rôle d’amuser toute la famille en racontant des histoires qu’il invente ou même copie sans que les autres le sachent.
Ferran Torrent ne se considère pas lui-même comme un écrivain, mais comme un romancier car il pense qu’un écrivain peut écrire le genre littéraire qu’il veut et par contre il ne se sent pas capable d’écrire autre chose que des romans. Il manifeste à beaucoup d’occasions qu’il a voulu être garçon dans un bar et qu’il a les caractéristiques parfaites pour l’être : il parle toujours, il écoute ce que les autres veulent lui expliquer ou raconter et il offre ses services quand on a besoin.
En 1983 son premier livre est publié : La gola del llop, écrit avec la collaboration de Josep Lluís Seguí et signé avec le pseudonyme Pere Lavaca. C’est à partir du deuxième roman qu’il réussit à vivre exclusivement du métier d’écrivain. Il crée deux personnages qui forment un couple d’investigateurs privés : l’ex boxeur et journaliste Hèctor Barrera et le détective Butxana qui deviendront les protagonistes de cinq romans : No emprenyeu el comissari (1984),  Penja els guants, Butxana (1985), Un negre amb un saxo (1987), Cavall i Rei (1989) et L’Any de l’Embotit (1992).
Ferran Torrent partage son temps entre l’écriture des romans et des articles comme journaliste tant dans la presse et la participation à différents programmes à la télé. Il écrit aussi une autobiographie à demi romancée intitulée  Merci pour le pourboire, qui reçoit Le Prix Sant Jordi 1994.
Ferran Torrent est surtout connu pour son regard critique et satirique sur la classe politique et les groupes sociaux dominants à cause de l’argent, surtout de l’argent sale. Idéologiquement, il est absolument contraire au gouvernement autonomique de droites qui dirige la Communauté Valencienne depuis plus de 20 ans et il utilise ses romans comme moyen pour dénoncer contre la corruption et les affaires obscures dont on a des nouvelles chaque jour à la presse et le reste des médias. Les romans le plus significatifs qui parlent de ce thème sont La mirada del tafur (1997), L’Illa de l’holandès (1999) et la trilogie composée par Societat Limitada (2000), Espècies protegides (2003) et Judici Final (2006).
L’autre raison importante pour laquelle Ferran Torrent est connu vient du fait qu’il n’écrit que dans la variété valencienne de la langue catalane, cependant, il a été traduit en espagnol et deux de ses romans en français aussi : Merci pour le pourboire et Contre les Cordes. En plus, trois de ses romans (Un negre amb un saxo, Gràcies per la propina et L’Illa de l’holandès) sont devenus des films, avec Francesc Bellmunt comme metteur en scène et avec la collaboration de l’auteur lui-même pour la réalisation du scénario.

## Œuvre
- La gola del llop. (avec la collaboration de Josep Lluís Seguí). València: Federació d'Entitats Culturals del País Valencià, 1983 – Edicions del Bullent.
- No emprenyeu el comissari. València: Eliseu Climent / 3i4, 1984.
- Penja els guants, Butxana! Barcelona: Quaderns Crema, 1985.
- Un negre amb un saxo. Barcelona: Quaderns Crema, 1987.
- Cavall i rei. Barcelona: Quaderns Crema, 1989.
- Contra les cordes. Barcelona : Quaderns Crema, 1992.

Contre les cordes. Traduction d’Edmon Raillard. Nîmes : Jacqueline Chambon, 1998.)
- L'any de l'embotit. Barcelona: Quaderns Crema, 1992.
- Gràcies per la propina. Barcelona: Columna, 1994.

Merci pour le pourboire, Traducteur Jep Gouzy, Editeur : Trabucaire, 2007)
- Tocant València. Altea: Aigua de Mar, 1995.
- La mirada del tafur. Barcelona: Columna, 1997.
- Semental, estimat Butxana (avec Xavier Moret). Barcelona: Columna, 1997.
- L'illa de l'holandès. Barcelona: Columna, 1999.
- Living l'Havana. Barcelona: Columna, 1999.
- Cambres d'acer inoxidable. Barcelona: Columna, 2000.
- Societat limitada. Barcelona: Columna, 2002.
- Espècies protegides. Alzira: Edicions Bromera, 2004.
- La vida en el abismo. Barcelona: Editorial Planeta, 2004.
- Judici final. Barcelona: Columna, 2006.
- Només socis. Barcelona: Columna, 2008.
- Bulevard dels francesos. Barcelona : Columna, 2010.